# Paul Kawanga Ssemogerere

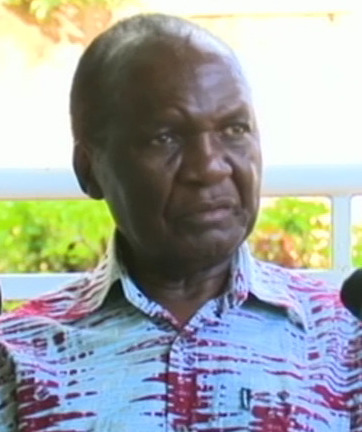
Paul Kawanga Ssemogerere

Paul Kawanga Ssemogerere (* 1932 in Bumanji, Distrikt Kalangala; † 18. November 2022 in Kampala) war ein ugandischer Politiker. Er war Vorsitzender der Demokratischen Partei (DP).
Ssemogerere studierte an der Makerere-Universität Erziehung und setzte sein Studium am Allegheny College in Meadville (Pennsylvania) und an der Universität in Syracuse fort. Zwischen 1957 und 1973 war er Dozent an verschiedenen Colleges in Uganda.
Bei den Präsidentschaftswahlen vom 10. Dezember 1980 unterlag Ssemogerere Milton Obote vom Uganda People’s Congress. Er war daraufhin von 1981 bis 1985 Führer der Opposition.
Nach dem Sturz Obotes 1985 war er Innenminister bis 1988 und von 1988 bis 1994 unter Yoweri Museveni Außenminister. Von 1994 bis 1995 war er Minister für den öffentlichen Dienst.
In der Wahl zum Präsidenten erreichte er 1996 22,3 % der Stimmen und erreichte den zweiten Rang hinter Museveni.